# Fanny Bullock Workman
Fanny Bullock Workman, född Bullock den 8 januari 1859 i Worcester, Massachusetts, död 22 januari 1925 i Cannes, Frankrike, var en amerikansk geograf, bergsklättrare och reseskildrare.

## Biografi
Fanny Bullock växte upp i en förmögen familj i Worcester och utbildade sig i New York,  Paris och Dresden. Hon gifte sig med läkaren William Workman och fick en dotter. De blev medlemmar i en alpinklubb och vandrade och klättrade i bergen i New Hampshire. Paret flyttade till Dresden i Tyskland och gav sig ut på allt längre expeditioner, först på cykel i Europa och Afrika och senare till resmål i Asien. Resorna beskrivs i de böcker som paret skrev och de föredrag som Fanny Bullock Workman höll på bland annat Royal Scottish Geographical Society och runt om i Europa.

### Cykelresor
Paret Workman köpte var sin cykel och 1895 gav de sig ut på en 4 500 kilometer lång resa genom Spanien. Resan beskrivs i deras första bok Sketches awheel in modern Iberia. Året efter reste de genom Algeriet och över Atlasbergen till Sahara och 1897 gav de sig ut på en 22 500 kilometer lång cykeltur genom Indien.

### Bergsbestigningar
År 1897 reste paret till Indien och omgivande länder på en 18 månaders rundtur. De sökte sig undan värmen till bergstrakterna i norr och korsade flera höga bergspass. Efter ett misslyckat försök att nå en bergstopp hyrde de en erfaren schweizisk guide och gav sig ut på flera expeditioner. Paret besteg Pinnacle Peak i Ladakh (6 930 m.ö.h.) 1906, vilket då var höjdrekord för en kvinna.
Rekorden utmanades av Annie Peck som hade bestigit Nevado Huascarán i Peru, som hon hävdade var 7 300 meter högt. Fanny Workman protesterade och fick experter till att kontrollera toppen, som i verkligheten ligger  6 768 m.ö.h.
Paret gjorde totalt åtta resor i Himalaya under fjorton års tid och besteg flera kända och okända bergtoppar tills första världskrigets utbrott tvingade dem att återvända till Europa.

## Utmärkelser
Nedslagskratern Workman på planeten Venus är uppkallad efter henne.

## Galleri

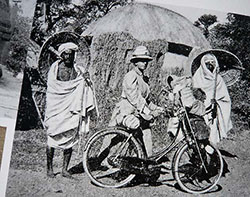
Fanny Workman i Indien 1897.
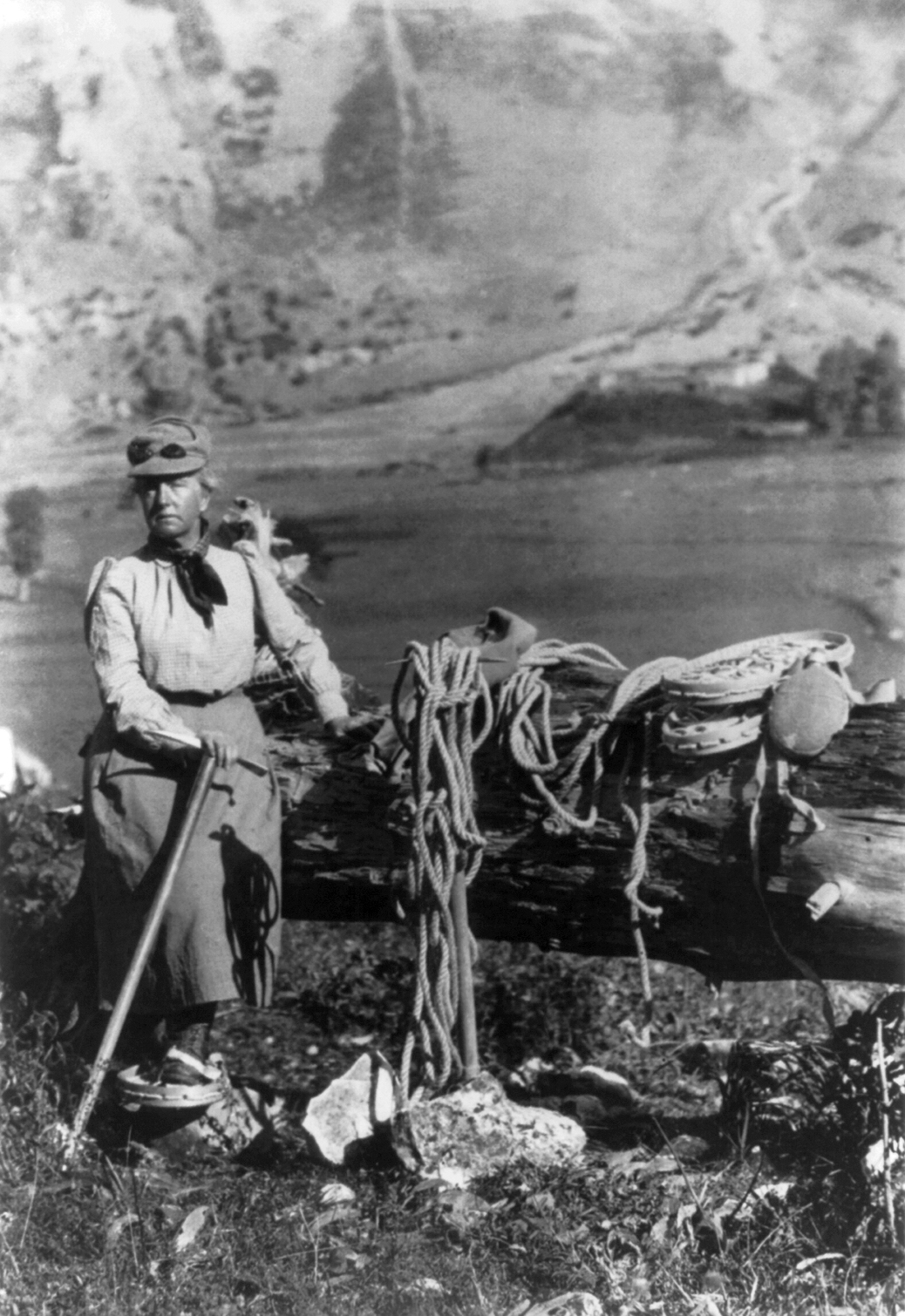
Fanny Workman med utrustning, ca 1900.